# Eva Kolenová
Eva Kolenová (* 1. Mai 1985 in Bánovce nad Bebravou) ist eine slowakische Fußballspielerin.

## Vereinskarriere
Kolenová begann mit dem Fußballspielen mit 16 beim Verein Gábor Bánovce nad Bebravou. Mit 18 Jahren wechselte sie für zwei Jahre zum slowakischen Frauenerstligaverein MŠK Žiar nad Hronom. Im Sommer 2005 wechselte sie zu FK Slovan Duslo Šaľa, wo sie bis zum Sommer 2012 spielte. Ende Juni 2012 unterschrieb sie mit Vereinskollegin Veronika Šaraboková beim österreichischen Erstligisten SKV Altenmarkt.

## Nationalmannschaft
Kolenová spielt seit 2003 für die Slowakei und spielte ihr Debüt am 15. April 2003 gegen Ukrainische Fußballnationalmannschaft der Frauen.

## Erfolge
- Meisterin der Slowakei mit Duslo Šaľa (2010)
- Pokalsiegerin in Slowakei mit Duslo Šaľa (2010)
- Slowakeis Fußballerin des Jahres (2): 2010, 2011